# MadMan
Pour les articles homonymes, voir Madman.
MadMan, de son vrai nom Pierfrancesco Botrugno, né le 25 juillet 1988 à Grottaglie, est un rappeur italien.

## Biographie

### Débuts
MadMan commence sa carrière musicale pendant l'édition 2006 du Tecniche Perfette, un concours de freestyle italien, à Puglia, face à July B. En 2007, il sort la mixtape auto-produite Riscatto, en collaboration avec TempoXso, qui est suivi par Prequel (en collaboration avec Esse-P), une démo auto-produite. L'année suivante voit paraître la mixtape R.I.P. En 2010, il publie son premier album, Escape from Heart, publié en téléchargement gratuit au label Honiro. Par la suite, il s'associe à Gemitaiz, avec qui il sort la mixtape Haterproof (2011) et l'EP Detto, fatto. (2012), toujours au label Honiro.
Le 28 janvier 2013, MadMan publie la mixtape MM vol. 1 Mixtape, compose de 18 chansons, en téléchargement libre sur son site web. Le 25 septembre, le rappeur conclut un contrat avec Tanta Roba, label indépendant fondé par Gué Pequeno et DJ Harsh. Il y publie son premier single Come ti fa Mad, le 16 octobre 2013, issu de la MM vol. 1 Mixtape,.

### Doppelganger
En 2014, MadMan tourne avec Gemitaiz et publie le 24 mai l'album Kepler. Il est précédé par le clip Non se ne parla et Haterproof 2, deuxième du nom, qui atteint la première place du Classifica FIMI Album, et est certifié disque d'or par la Federazione Industria Musicale Italiana pour plus de 25 000 exemplaires vendus.
Le 30 juillet 2015, la rappeur annonce sur Facebook, la sortie de son deuxième album studio, Doppelganger, publié le 11 septembre par Tanta Roba et Universal Music Group. Le 27 octobre 2016, il publie sa mixtape gratuite MM volume 2 Mixtape, qui comprend 16 chansons, avant la sortie du clip Bolla papale

### Lonewolf
En 2024, MadMan annonce qu'il va sortir un nouvel album, Lonewolf. Celui-ci est annoncé pour le 31 Mai 2024.

## Discographie

### Albums studio
- 2010 : Escape from Heart
- 2014 : Kepler (avec Gemitaiz)
- 2015 : Doppelganger

### EP
- 2012 : Detto, fatto. (avec Gemitaiz)

### Singles
- 2013 : Senti come suona (Rise Beatbox feat. Enigma et MadMan)
- 2013 : Come ti fa Mad
- 2014 : Non se ne parla (avec Gemitaiz)
- 2014 : Instagrammo (avec Gemitaiz et Coez)
- 2017 : For Honor

### Mixtapes
- 2007 : Riscatto (avec TempoXso)
- 2007 : Prequel (avecEsse-P)
- 2008 : R.I.P.
- 2011 : Haterproof (avec Gemitaiz)
- 2013 : MM vol. 1 Mixtape
- 2016 : MM volume 2 Mixtape